# Boston Redskins 1934
La stagione 1934 dei Boston Redskins è stata la terza della franchigia nella National Football League. Sotto la direzione del capo-allenatore Lone Star Dietz la squadra ebbe un record di 6-6, terminando seconda nella NFL Eastern.

## Calendario
| Stagione regolare |                   |                        |           |
| Turno             | Data              | Avversario             | Risultato |
| 1                 | 16 settembre 1934 | at Pittsburgh Pirates  | V 7–0     |
| 2                 | 30 settembre 1934 | at Brooklyn Dodgers    | S 10–6    |
| 3                 | 7 ottobre 1934    | New York Giants        | S 16–13   |
| 4                 | October 14, 1934  | Pittsburgh Pirates     | V 39–0    |
| 5                 | 17 ottobre 1934   | at Detroit Lions       | S 24–0    |
| 6                 | 21 ottobre 1934   | Philadelphia Eagles    | V 6–0     |
| 7                 | 28 ottobre 1934   | Chicago Cardinals      | V 9–0     |
| 8                 | 4 novembre 1934   | Green Bay Packers      | S 10–0    |
| 9                 | 11 novembre 1934  | at Chicago Bears       | S 21–0    |
| 10                | 18 novembre 1934  | at Philadelphia Eagles | V 14–7    |
| 11                | 25 novembre 1934  | at New York Giants     | S 3–0     |
| 12                | 2 dicembre 1934   | Brooklyn Dodgers       | V 13–3    |

## Classifiche
| NFL Eastern         |   |    |   |      |     |     |     |     |
|                     | V | S  | P | %    | DIV | PF  | PS  | STR |
| New York Giants     | 8 | 5  | 0 | .615 | 7–1 | 147 | 107 | S1  |
| Boston Redskins     | 6 | 6  | 0 | .500 | 5–3 | 107 | 94  | V1  |
| Brooklyn Dodgers    | 4 | 7  | 0 | .364 | 4–4 | 61  | 153 | S3  |
| Philadelphia Eagles | 4 | 7  | 0 | .364 | 3–5 | 127 | 85  | V2  |
| Pittsburgh Pirates  | 2 | 10 | 0 | .167 | 1–7 | 51  | 206 | S7  |

Note: I pareggi non venivano conteggiati ai fini della classifica fino al 1972.